# Lioré et Olivier LeO H-13
Lioré et Olivier LéO H-13 là một loại tàu bay 2 động cơ của Pháp trong thập niên 1920.

## Biến thể
LéO H-13
LéO H-13A
LéO H-13B-3
LéO H-13E

## Quốc gia sử dụng
Pháp
- Hải quân Pháp

 Ba Lan
- Hải quân Ba Lan

## Tính năng kỹ chiến thuật (LeO H-13B-3)
Đặc điểm tổng quát
- Kíp lái: 3
- Chiều dài: 11,5 m ()
- Sải cánh: 16 m ()
- Chiều cao: 3,7 m ()
- Diện tích cánh: 58 m² ()
- Trọng lượng rỗng: 1.620 kg ()
- Trọng lượng cất cánh tối đa: 2.500 kg ()
- Động cơ: 2 × Hispano Suiza 8E, 180 hp (132 kW)  mỗi chiếc

 Hiệu suất bay 
- Vận tốc cực đại: 150 km/h
- Tầm bay: 500 km ()
- Trần bay: 3.600 m ()
- Vận tốc lên cao: 3,1 m/s ()